# Knut Hansson
Knut Ruben Börje Hansson (1911. május 9. – 1990. február 10.) svéd válogatott labdarúgó.